# Радакович, Лазо
Лазарь (Лазо) Радакович (серб. Лазар Радаковић, 12 апреля 1913, Могорич, Австро-Венгрия — 23 марта 2014, Белград, Сербия) — югославский военачальник, участник Народно-освободительной войны, генерал-подполковник Югославской народной армии, Народный герой Югославии. Один из немногих участников Народно-освободительной войны — столетних долгожителей.

## Биография

### Довоенные годы
Родился в Могориче (недалеко от Госпича) в крестьянской семье. Окончил начальную школу в родном селе и шесть классов гимназии в Госпиче. В 1934 году окончил Артиллерийскую школу офицеров.

### В годы войны
Апрельскую войну Радакович встретил в звании сержанта в Смедерево. Близ Дугова-Села его отряд попал в окружение, но Лазарь прорвался сквозь кольцо окружения и бежал в родное село. После начала партизанской войны Лазарь начал формировать Могоричскую роту, возглавив её. В начале августа он принял боевое крещение с ротой, атаковав усташей близ Плочи и Метки. В октябре 1941 года принят в КПЮ.
Осенью 1941 года в составе 1-го Ликского партизанского отряда «Велебит» был сформирован 1-й батальон, где служили уроженцы Могорича, Плоче и Радуча. Радакович возглавил батальон, который освобождал сёла от усташских и итальянских оккупантов и даже подорвал железную дорогу между Госпичем и Грачацем. В начале января 1942 года батальон Радаковича атаковал итальянскую колонну в Плоче и завязал бои с итальянцами во время прорыва из Личкова-Поля к Удбине. 12 апреля 1942 года отряды батальона вместе с ударной ротой 1-го Ликского отряда «Велебит» отбили атаку на Могорич, которую возглавляли 4 тысяч итальянцев при поддержке артиллерии. В иле того же года батальон вёл бои с усташами за Подлапачу к северо-западу от Госпича.
В середине августа 1942 года Лазарь занял должность заместителя командира 2-й партизанской бригады Хорватии, которая участвовала в битвах за Косинь, Пазариште и Перясицу. 17 октября 1942 года он был ранен. В начале января 1943 года он возглавил 1-ю бригаду 6-й пролетарской ликской дивизии, которая в ходе битвы на Неретве отбил атаку итальянских сил на линии Грачац — Кулен-Вакуф. Весной 1943 года бригада вела успешные бои против четников в Далмации и против усташей в Госпиче.
С начала 1944 года Радакович занимал должность оперативного офицера в штабах 19-й северодалматинской и 6-й ликской пролетарской дивизии. В июне 1944 года он возглавил 3-ю бригаду 6-й дивизии. После ряда успешных боёв на линии Ливно-Шуйица бригада под руководством Радаковича совершила марш-бросок в Сербию. Во время форсирования Босны в конце июля 1944 года Радакович с одним батальоном добрался до 11-й краинской дивизии и быстро перебрался через Дрину. После освобождения Валево 24 сентября 1944 года со своей бригадой участвовал в боях за Белград.
В конце 1944 года Лазарь был назначен начальником штаба 6-й ликской дивизии, занимая эту должность до конца войны. Организовал работу штаба дивизии по руководству боевыми действиями, оказал значительную помощь штабам низшего порядка на Сремском фронте и в Славонии. В битве за Славонски-Брод был тяжело ранен.

### После войны
Лазарь Радакович окончил Высшую военную академию и Военную школу ЮНА. Командовал дивизией и корпусом, преподавал в Высшей военной академии. Член Хорватского объединения ветеранов Народно-освободительной войны. На пенсию вышел в 1971 году в звании генерал-подполковника. Почётный член объединения ветеранов 6-й пролетарской ликской дивизии имени Николы Теслы и 35-й ликской дивизии и их потомков.
До конца своих дней проживал в Белграде. Скончался 23 марта 2014 года, не дожив три недели до своего 101-летия.

### Награды
Лазарь Радакович награждён рядом наград: Орденом Народного героя (указ от 20 декабря 1951), тремя Орденами за храбрость, Орденом Партизанской звезды с серебряным венком и орденами «За заслуги перед народом» и Братства и единства с золотыми венками, а также медалью партизанской памяти 1941 года и другими наградами.